# 必異規則
必異規則（Obligatory Contour Principle；簡稱:、硬性語音結構原則、必要起伏原則、無雙原則、強制性非同值原則、強制曲拱制約條件）是一種語音假說，指出(某些)連續相同的顯著特點(distinctive feature)都被禁止出現在底層表述上。

## 背景考慮
在音韻學一種很普遍的觀念即是沒有詞素允許包含兩個連續的聲調。如果兩個連續的高聲調在一個語素上出現，那麼有些規則必須應用上去。(Odden1986) 也許表層高元音之一是"底層高調"，而另一個是"底層無調"(underlyingly toneless)。因為所有元音在表層必須有聲調(在這假設性的語言裡)，然後一個元音的高聲調擴散到其他地方(請參見：自动段音韵学）。另外，由於一些規則的應用、一個元音(或兩個)可能已經開始有了低聲調、且變為高聲調；或者有低聲調介於兩個高音調之間、而這些高聲調在某些時候又被刪除。無論如何，在語素的詞彙條目上、必異規則認為在底層的詞素不能存有兩個連續的高音調(或兩個連續的低聲調等)。

## 歷史
必異規則的"最有權威性的章節"(locus classicus)Leben (1973)上論說關於底層表述是基於"排除相同聲調序列"進而構成"約束詞性的詞素結構"。在"自動段音韻學"(Goldsmith 1976)上明白的概念闡述是介於"特色旋律"(featural melody)和"骨幹單元"(skeletal unit)(即CV音韻學，參見<McCarthy 1979, McCarthy 1981, Steriade 1982, Clements & Keyser 1983>)、"音節長度音韻學"(moraic phonology、<Hyman 1985, Hayes 1989>)之間的關聯，因此必異規則被認為是相關於"相鄰的單向鍊旋律"(adjacent singly linked melody)、而不是"雙向鍊旋律"(doubly linked melody)。

## 外部連結
- Obligatory Contour Principle （页面存档备份，存于）
- Inherent variability and the obligatory contour principle
- IDEALS Obligatory contour principle effects and violations: The case of Setswana verbal tone （页面存档备份，存于）